# 壬生川駅
壬生川駅（にゅうがわえき）は、愛媛県西条市三津屋にある四国旅客鉄道（JR四国）予讃線の駅である。駅番号はY36。駅案内パネルのコメントは「喜左衛門狸伝説の駅」。

## 歴史
- 1923年（大正12年）5月1日：開業[2]。
- 1950年（昭和25年）3月18日：昭和天皇のお召し列車が5分間停車。駅前奉迎が行われた（昭和天皇の戦後巡幸）[3]。
- 1966年（昭和41年）4月20日：昭和天皇、香淳皇后が第17回全国植樹祭開催に合わせて県内を行幸啓。壬生川駅発、高松駅着のお召し列車が運転[4]。
- 1982年（昭和57年）11月15日：貨物取扱廃止[2]。
- 1986年（昭和61年）11月1日：新聞紙を除く荷物扱い廃止[2]。
- 1987年（昭和62年）4月1日：国鉄分割民営化により、JR四国の駅となる[2]。
- 2015年（平成27年）：駅周辺基盤整備事業完成。
- 2021年（令和3年）
  - 11月：みどりの券売機プラスの利用を開始[5]。
  - 12月31日：みどりの窓口が営業を終了[5]。

## 駅構造
国鉄型配線の2面3線を有する地上駅。1番線に駅舎本屋があり2・3番線が島式ホームとなっている。伊予西条駅や伊予北条駅など、他の予讃線の主要駅にも多く見られる構造である。
1番線を1線スルーにする予定であったが、高松駅方のみ片開き分岐器（制限速度100 km/h）で松山駅方は両開き分岐器（制限速度80 km/h）となっている。これは、停車する列車が増えたためと思われる。

### のりば
| のりば | 路線    | 方向 | 行先                     | 備考                       |
| ------ | ------- | ---- | ------------------------ | -------------------------- |
| 1      | ■予讃線 | 上り | 伊予西条・高松・岡山方面 | 通常はこのホーム           |
| 1      | ■予讃線 | 下り | 今治・松山方面           | 通常はこのホーム           |
| 2      | ■予讃線 | 下り | 今治・松山方面           | 待避・行違い時             |
| 3      | ■予讃線 | 上り | 伊予西条・高松方面       | 待避・行違い時（普通のみ） |
| 3      | ■予讃線 | 下り | 今治・松山・伊予市方面   | ごく一部の普通             |

付記事項
- 原則として上り・下り共1番のりばを使用する。特急同士・普通同士・上り特急と下り普通の行違い時は下り列車が2番のりばに入る。ただ、下り特急しおかぜ27号・いしづち27号と上りの特急いしづち106号の行違いでは、いしづち106号が3番のりばに入る。
- 下り特急と上り普通の行違い時は上り普通列車が3番のりばに入る。また、後続の特急を待避する場合、下り普通は2番または3番のりば、上り普通は3番のりばを使用する。

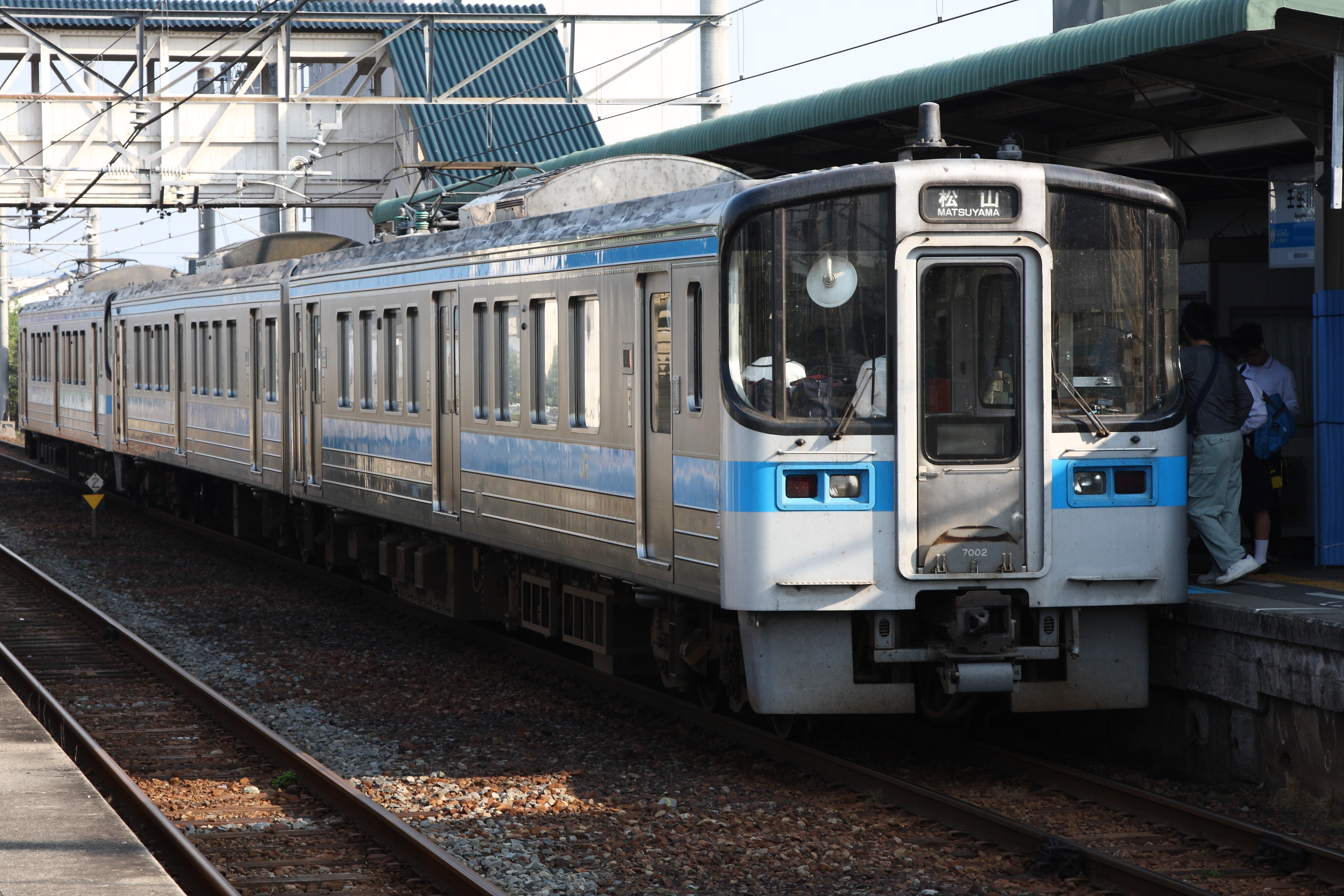
ホーム（2012年5月）

### 駅施設
- みどりの券売機プラス
- リトルマーメイド壬生川店（ベーカリー）
- 待合所

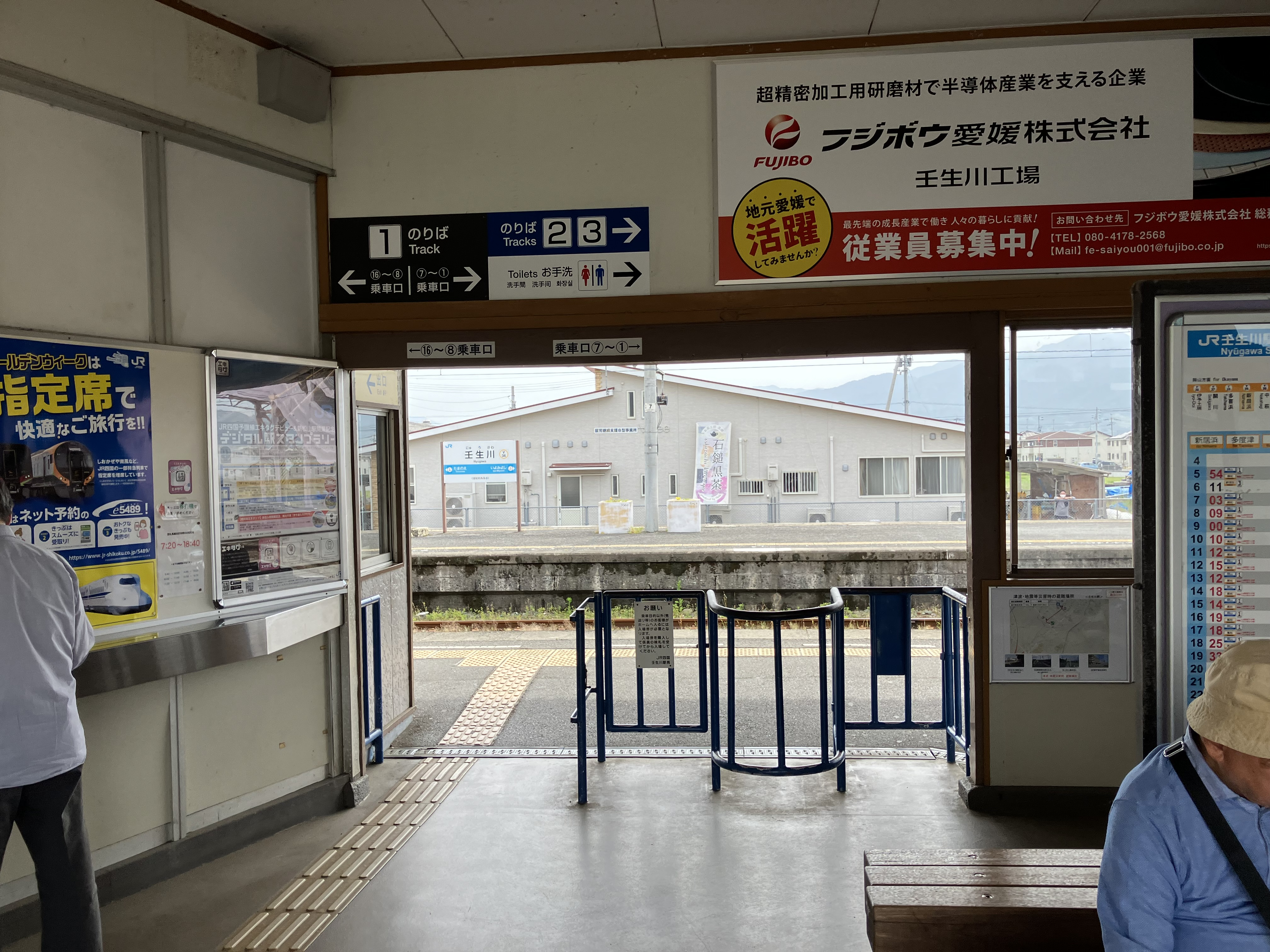
駅の改札口（2025年5月）
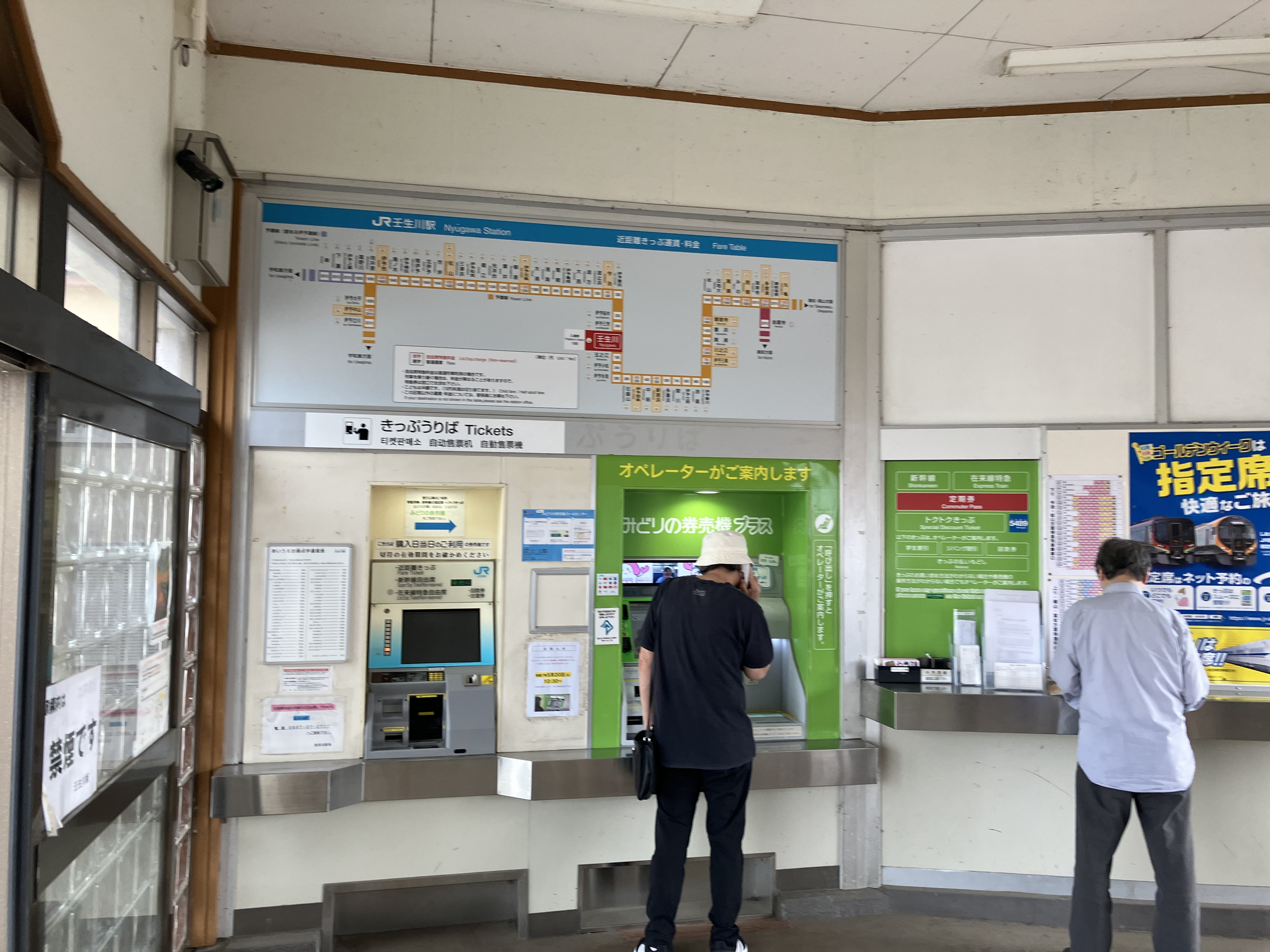
駅の切符売場（2025年5月）
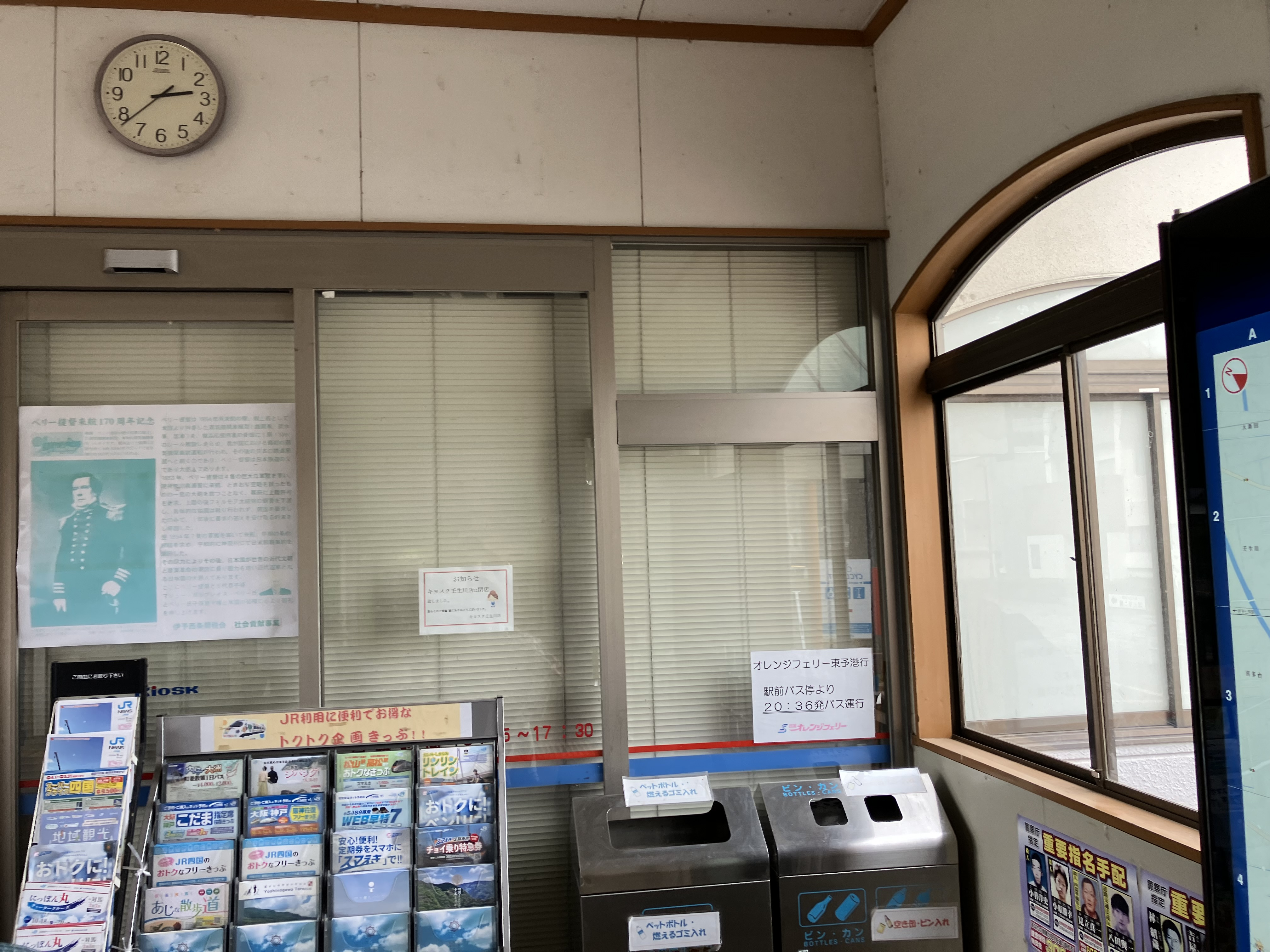
駅舎内（2025年5月）
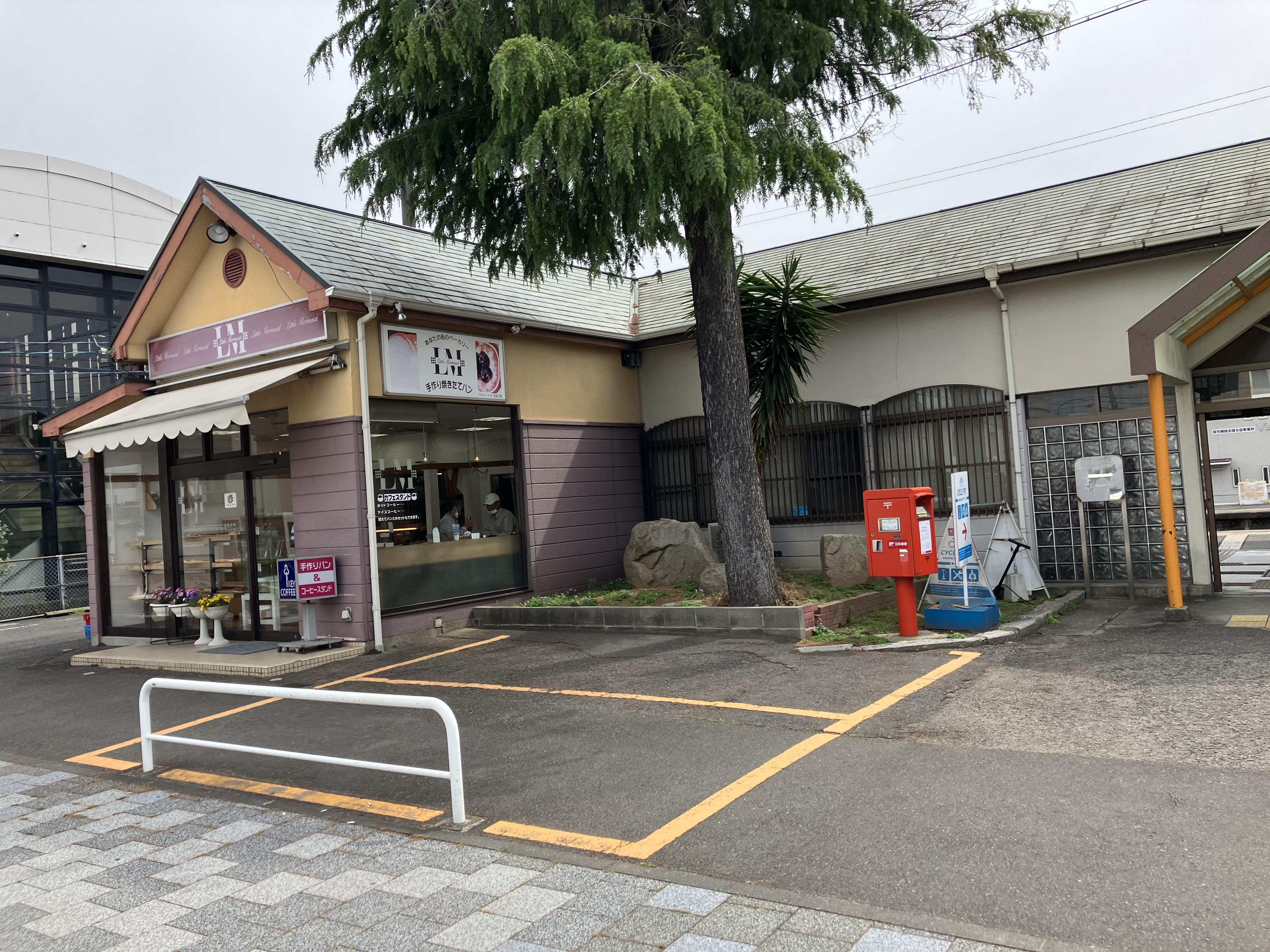
リトルマーメイド壬生川店（2025年5月）

## 利用状況
1日平均の乗車人員は以下の通りである。
| 乗車人員推移 | 乗車人員推移 |
| 年度         | 1日平均人数  |
| ------------ | ------------ |
| 2006年       | 688          |
| 2007年       | 699          |
| 2008年       | 681          |
| 2009年       | 663          |
| 2010年       | 663          |
| 2011年       | 727          |
| 2012年       | 748          |
| 2013年       | 754          |
| 2014年       | 764          |
| 2015年       | 822          |
| 2016年       | 811          |
| 2017年       | 856          |
| 2018年       | 832          |
| 2019年       | 801          |

## 駅周辺
駅前を愛媛県道13号線が通り、そこから北東へ進むと国道196号に至る。駅から国道へ至る道には「駅前中央通り」という愛称があり、付近には民家が多く建つ。国道から海沿いへ抜けると東予・丹原浄化センターに至るが、駅からやや離れた所にある。反対側には市役所支所や警察署があるが、こちら側は田畑が多い。南西へ進むと温泉施設を経て東予丹原IC（今治小松自動車道）に至るが、ともに駅からやや離れた所にある。
- 西条市 食の創造館 - 駅舎に隣接。食に関する新事業の創出、地元産品を活用した商品開発、食に関する情報収集・発信を目的として誕生した、西条市のふるさと産品の情報集積、発信基地[7]。

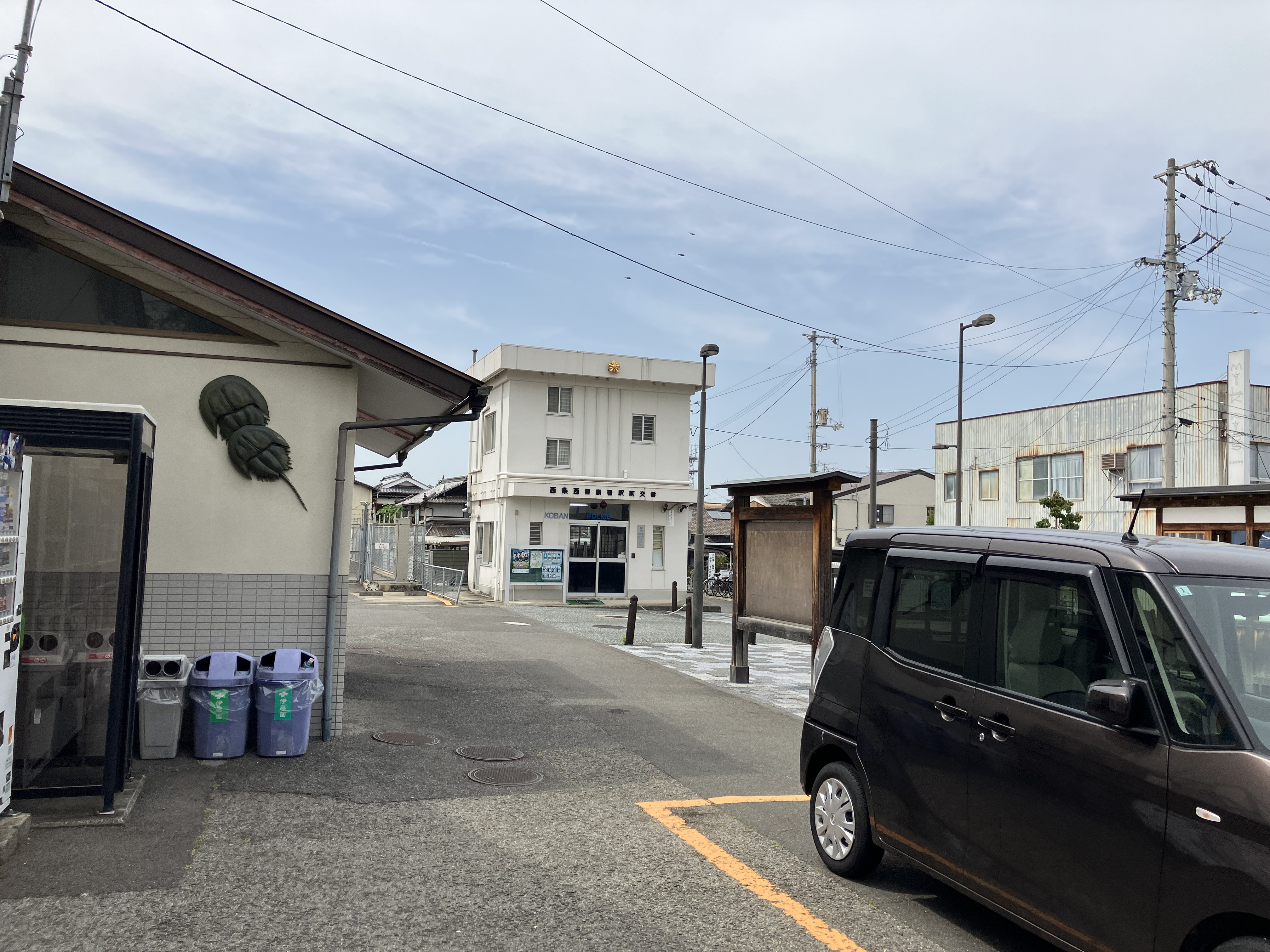
ぽんぽこ橋 - 駅前と駅西広場をつなぐ連絡橋（全長約50メートル、幅4メートル。2015年3月開通[8]）。多賀地区に「喜左衛門狸」の伝説が伝わっていることが名称の由来となった[8]。
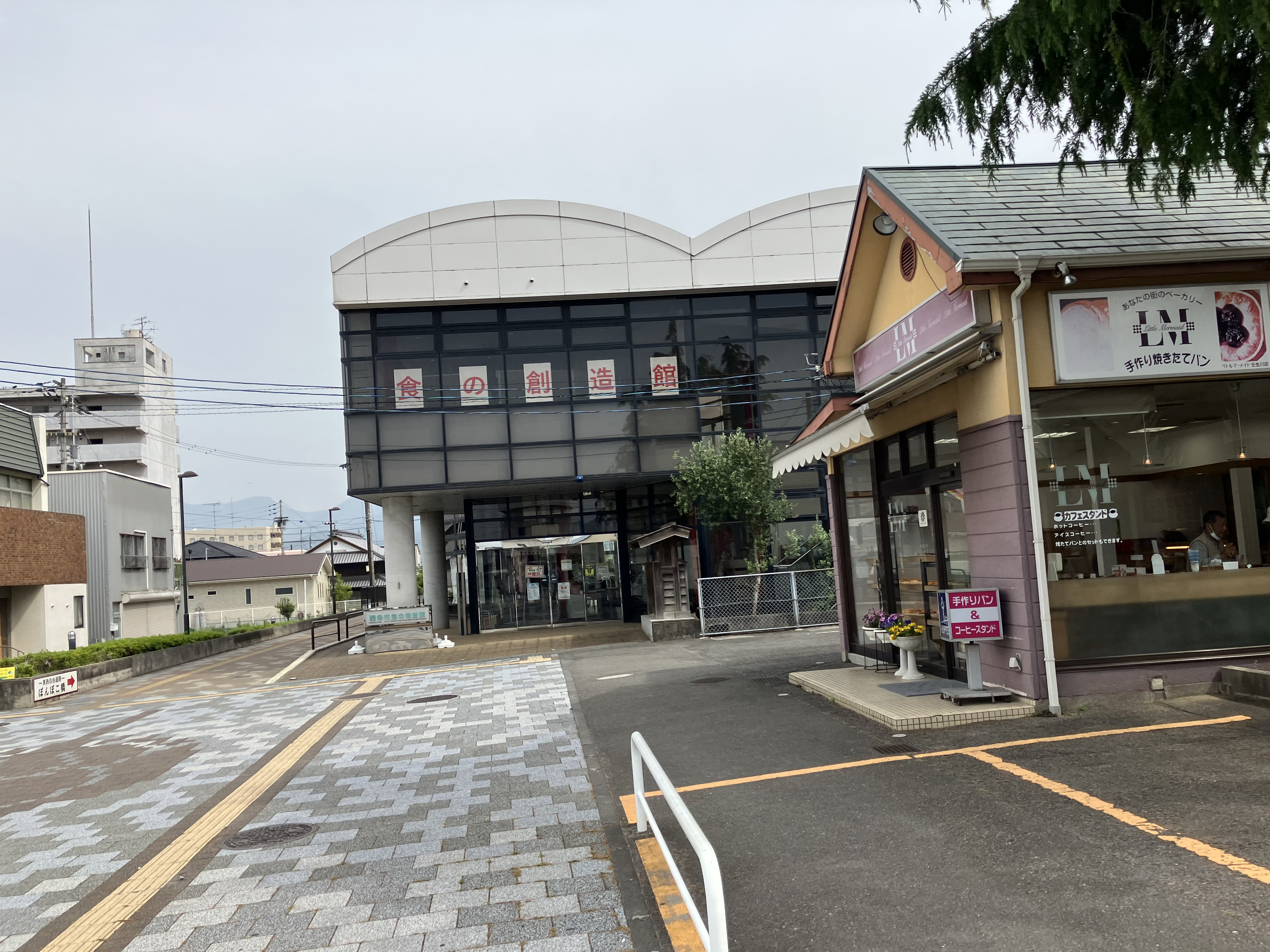
食の創造館（2025年5月）

- 西条西警察署駅前交番
- 西条市役所西部支所（旧東予市役所）
- 愛媛県西条西警察署
- 西条市立東予図書館（旧東予市図書館）
- 東予郵便局
- 国道196号
- 愛媛県道13号壬生川新居浜野田線
- 愛媛県道48号壬生川丹原線
- 愛媛県道159号孫兵衛作壬生川線
- 愛媛信用金庫壬生川支店

- 駅前交番（2025年5月）
- 食の創造館（2025年5月）

## バス路線

### 高速バス
- パイレーツ号（瀬戸内運輸･東急トランセ）東京方面行き
- いしづちライナー（瀬戸内運輸･阪神バス）大阪･神戸方面行き

### 路線バス
- 瀬戸内運輸
  - 今治方面行
  - 小松総合支所方面行
- せとうち周桑バス
  - 保井野線（保井野行）
  - 壬生川線（湯谷口行）
  - 関屋線（湯谷口行）
  - 三芳線（本谷温泉行）

備考
- オレンジフェリーの発着に合わせて、当駅から東予港への無料接続バス（オレンジフェリー連絡バス）の設定がある（この接続バスは瀬戸内運輸が運行するが、乗車整理券（定員制）が必要となる）[9]。

## その他
- 難読駅名だが、付近に川が多いことから「入川」と呼ばれていたことに由来する（古代、付近で水銀を産出したことから、「丹生川」から転じて、「壬生川」となったとする説もある）。
- 合併前は東予市の中心駅であった。「東予」が愛媛県東部地方全体を指す用語であることに加え、東予市の前は「壬生川町」（合併）であったため、旧東予市全体を指して「壬生川」と呼ぶことも多い。

## 隣の駅
当駅に停車する特急「しおかぜ」「いしづち」「モーニングEXP松山」の隣の停車駅は各列車記事を参照のこと。
四国旅客鉄道（JR四国）
■予讃線
■快速「サンポート」・■普通
玉之江駅 (Y35) - 壬生川駅 (Y36) - 伊予三芳駅 (Y37)